# Grigorij Panteleevič Kravčenko
Grigorij Panteleevič Kravčenko (in russo Григорий Пантелеевич Кравченко?; Golubovka, 12 ottobre 1912, 29 settembre del calendario giuliano – Sinjavino, 23 febbraio 1943) è stato un aviatore sovietico.

## Biografia
Nacque nel villaggio di Golubovka, nel Governatorato di Ekaterinoslav. Dal 1937 partecipò ad azioni militari contro il Giappone in territorio cinese nell'ambito della Seconda guerra sino-giapponese e in territorio mongolo durante le Guerre di confine sovietico-giapponesi, venendo insignito nel febbraio e nell'agosto del 1939 del titolo di Eroe dell'Unione Sovietica, divenendo insieme a Sergej Ivanovič Gricevec il primo a ricevere per due volte tale onorificenza. Morì in combattimento durante la Seconda guerra mondiale sul Fronte di Leningrado e l'urna con i suoi resti fu deposta presso la necropoli delle mura del Cremlino.